# Пекол (Белуно)
Пекол (итал. Pecol) је насеље у Италији у округу Белуно, региону Венето.
Према процени из 2011. у насељу је живело 29 становника. Насеље се налази на надморској висини од 1099 м.